# جوني وودز
جوني وودز (بالإنجليزية: Johnny Woods)‏ هو موسيقي وكاتب أغاني ومغني أمريكي، ولد في 1 نوفمبر 1917، وتوفي في 1 فبراير 1990 في أوليف برانش في الولايات المتحدة.

## وصلات خارجية
- جوني وودز على موقع ميوزك برينز (الإنجليزية)
- جوني وودز على موقع ديسكوغز (الإنجليزية)